# Communauté de communes Pays Forcalquier et Montagne de Lure
Die Communauté de communes Pays Forcalquier et Montagne de Lure ist ein französischer Gemeindeverband mit der Rechtsform einer Communauté de communes im Département Alpes-de-Haute-Provence in der Region Provence-Alpes-Côte d’Azur. Er wurde im April 2002 gegründet und umfasst 13 Gemeinden. Der Verwaltungssitz befindet sich im Ort Forcalquier.

## Mitgliedsgemeinden
| Gemeinde                                                    | Einwohner 1. Januar 2022 | Fläche km² | Dichte Einw./km² | Code INSEE | Postleitzahl |
| ----------------------------------------------------------- | ------------------------ | ---------- | ---------------- | ---------- | ------------ |
| Cruis                                                       | 646                      | 36,47      | 18               | 04065      | 04230        |
| Fontienne                                                   | 131                      | 8,18       | 16               | 04087      | 04230        |
| Forcalquier                                                 | 5.142                    | 42,76      | 120              | 04088      | 04300        |
| Lardiers                                                    | 139                      | 30,08      | 5                | 04101      | 04230        |
| Limans                                                      | 387                      | 20,97      | 18               | 04104      | 04300        |
| Lurs                                                        | 373                      | 22,48      | 17               | 04106      | 04700        |
| Montlaux                                                    | 211                      | 19,75      | 11               | 04130      | 04230        |
| Niozelles                                                   | 278                      | 10,47      | 27               | 04138      | 04300        |
| Ongles                                                      | 359                      | 31,46      | 11               | 04141      | 04230        |
| Pierrerue                                                   | 530                      | 10,86      | 49               | 04151      | 04300        |
| Revest-Saint-Martin                                         | 82                       | 7,56       | 11               | 04164      | 04230        |
| Saint-Étienne-les-Orgues                                    | 1.297                    | 48,42      | 27               | 04178      | 04230        |
| Sigonce                                                     | 421                      | 19,97      | 21               | 04206      | 04300        |
| Communauté de communes Pays Forcalquier et Montagne de Lure | 9.996                    | 309,43     | 32               | –          | –            |

## Quelle
1. ↑  www.collectivites-locales.gouv.fr
2. ↑  CC Pays Forcalquier et Montagne de Lure (SIREN: 240 400 440) in der Base nationale sur l’intercommunalité (BANATIC) des französischen Innenministeriums (französisch)